# Avgasrening
Avgasrening är en anordning avsedd att minska utsläppen av miljö- och hälsoskadliga ämnen från motorfordon. Bestämmelserna kring vilken utrustning som är obligatorisk samt gränserna för olika föroreningar skiljer sig åt mellan olika länder.

## Tekniska lösningar
De lösningar som används för avgasrening skiljer sig åt mellan bensin- och dieselmotorer men idag har alla nya personbilar enl. lag både katalysator av 3-vägstyp och partikelfilter.
Generellt omvandlar katalysatorn giftiga gaser som CO och HC till ofarliga ämnen som CO2 & H2O. De huvudsakliga beståndsdelarna ur avgasröret blir vattenånga, kväve och koldioxid. Dessa är ofarliga i närmiljö medan CO2 bidrar till den globala uppvärmningen.
För dieselmotorer & direktinsprutade bensinmotorer omvandlas även kvävedioxid, NOx i katalysatorn. 
Partikelfiltret fångar de avgaspartiklar som alstras i diesel- och bensinmotorer med direktinsprutning. (En mycket större källa till partiklar är dock bilarnas däck (95% av total mängd partiklar)).
Motorer som helt eller delvis helt saknar avgasrening driver mopeder, mopedbilar, arbetsmaskiner, båtar & fartyg. 
Ett mått på avgasreningens effektivitet är att en modern mopedbil släpper ut lika mycket farliga avgaser som 150 personbilar.
Ett enklare sätt att minska halten giftiga avgaser är t.ex avgasåterledning via en s.k. EGR-ventil. Denna teknik blev dock överflödig efter katalysatorns inträde.
Fortfarande används dock system för syretillförsel, ofta kallat Air-plus, på den amerikanska marknaden, som traditionellt haft världens högsta avgaskrav.
Systemet använder en luftpump för att pressa in syre mycket tidigt i avgassystemet för att direkt förbränna oförbrända kolväten, främst hos bensinbilar efter kallstart.

## Bestämmelser i olika länder

### Sverige
Sverige och övriga EU-länder har idag gemensamma avgaskrav för nytillverkade personbilar, dvs. 3-vägskatalysator & partikelfilter för både bensin- och dieselbilar. Avgaskraven benämnda "Euro" skärps vartefter, 2025 gäller t.ex Euro 7.
För bensinbilar i Sverige gäller katalysatorkrav sedan 1989.
De i svensk lag reglerade substanserna är kolmonoxid, kolväten och kväveoxider. Från början fanns inga gränsvärden utom för kolmonoxid. Däremot finns ett konstruktionstekniskt krav på sluten vevhusventilation från 1969 års modell. För fordon från 1970 eller tidigare är den högsta tillåtna halten kolmonoxid i avgaserna 5,5 %. Den gränsen sänktes från och med 1971 års modell till 4,5 %, och från och med 1985 års modell till 3,5 %. Avgascertifierad motor är obligatorisk på personbilar från och med årsmodell 1976. 1987 började katalysatorrenade bilar säljas på den svenska marknaden, med en viss skatterabatt som morot. Avgaskraven för dessa bilar var dock desamma som för andra bilar av samma årsmodell (1987-1988B). 1989 skärptes gränsvärdena ytterligare, vilket i praktiken gjorde katalytisk avgasrening obligatorisk på bensindrivna bilar. Amatörbyggda fordon omfattas inte av lika stränga krav. De måste dock vara utrustade med sluten vevhusventilation och får släppa ut högst 4,5 % kolmonoxid. Även fordon som har importerats som flyttsak omfattas av liknande lättnader i avgaskraven.
Ett fordons avgasutsläpp mäts vid kontrollbesiktning. För fordon av årsmodell 1988 och tidigare mäts endast halten koloxid i avgaserna. Ett avgascertifierat fordon (det vill säga av årsmodell 1976 eller nyare) får ej modifieras med avseende på de komponenter som omfattas av avgascertifikatet. Även ombyggda fordon omfattades av denna begränsning fram till 2007, då vissa lättnader infördes.

### USA
De första bestämmelserna om avgasrening infördes i Kalifornien för fordon av 1966 års modell. Dessa åtgärder visade sig med tiden ge resultat; mellan 1960 och 2010 minskade halten flyktiga organiska kolväten i Los Angeles-luften med 98 %. Federala avgasbestämmelser infördes från och med årsmodell 1968. Sluten vevhusventilation är obligatorisk från och med denna årsmodell. Från 1970-talets mitt är katalytisk avgasrening vanlig.